# پرویز هادی
پرویز هادی باسمنج (زاده ۲۵ آبان ۱۳۶۶ در بخش باسمنج)، کشتی‌گیر آزادکار ایرانی وزن ۱۲۵ کیلوگرم و عضو دوره ششم شورای اسلامی شهر تبریز است.
وی در سال ۲۰۱۲ برندهٔ نشان نقرهٔ مسابقات قهرمانی دانشجویان جهان شده و در سال ۲۰۱۳ مدال برنز یونیورسیاد را کسب کرده و همچنین سه مدال طلای مسابقات کشتی قهرمانی آسیا را در سال‌های ۲۰۱۲ و ۲۰۱۳ و ۲۰۱۶ و مدال برنز سال ۲۰۲۰ را در کارنامهٔ حرفه‌ای خود ثبت کرده‌است. هادی در سال‌های ۲۰۱۴ و ۲۰۱۸ صاحب نشان طلای بازی‌های آسیایی شده‌است. پرویز هادی در سال ۱۳۹۳ پهلوان ایران شد.
در سال ۲۰۱۸ پرویز هادی در مسابقات قهرمانی کشتی جهان ۲۰۱۸ در وزن فوق سنگین به عنوان نمایندهٔ ایران شرکت کرد و سوم شد. او به‌عنوان برترین کشتی‌گیر آزادکار سال ۱۳۹۷ ایران انتخاب شد.
پرویز هادی در مسابقات جام جهانی کشتی در سال‌های ۲۰۱۲، ۲۰۱۴، ۲۰۱۵ و ۲۰۱۶ عضو تیم ملی کشتی ایران بود. ایران در هر چهار جام جهانی به مقام قهرمانی رسید.
او در سال های اخیر علاوه بر فعالیت های ورزشی، در امور فرهنگی و سیاسی نیز فعالیت داشته است.

## فعالیت حرفه‌ای ورزشی

### نخستین مسابقات حرفه‌ای
پرویز هادی برای اولین بار در ۱۰ تیر ۱۳۸۸ و در سن ۲۱ سالگی در یک رقابت بین‌المللی کشتی بزرگسالان به نام مسابقات جایزه بزرگ طلایی در جمهوری آذربایجان شرکت کرد و در بین چهارده نفر دوازدهم شد.
او در اواخر بهمن سال ۱۳۸۸ در مسابقات جام تختی به میدان رفت و سوم شد و مدال برنز دریافت کرد. مهدی رستم‌پور روزنامه‌نگار ورزشی، کسب مدال برنز پرویز هادی را یکی از نکات روشن جام تختی نامید و در این مورد نوشت که پس از سال‌ها، از استان آذربایجان یک کشتی‌گیر مستعد و آینده‌دار توانست چهره شود. پرویز هادی در ۱۲۰ کیلوگرم با فیزیک بدنی مناسب و قابلیت‌های فنی کشتی گرفتن در سنگین‌وزن، کار کردن عالی با دست‌ها و جسارت در اجرای فنون پرتابی، به مدال برنز رسید.
هادی یک سال بعد و در اسفند ۱۳۸۹ مجدداً در رقابت‌های جام تختی که این بار در جزیره کیش برگزار می‌شد شرکت کرد و بار دیگر سوم شد. هادی بعداً و در سال‌های ۱۳۹۲، ۱۳۹۳، ۱۳۹۴ و ۱۳۹۶ به مقام اول وزن ۱۲۵ کیلوگرم جام تختی رسید.

### کشتی قهرمانی آسیا ۲۰۱۲
در اواخر بهمن ۱۳۹۰ پرویز هادی اولین تجربه ملی خود را کسب کرد و به عنوان نماینده وزن ۱۲۰ کیلوگرم ایران به مسابقات کشتی قهرمانی آسیا اعزام شد. هادی در دور اول نوبویوشی آرکیدا از ژاپن را شکست داد و در دور دوم بر آیال لازاریف از قرقیزستان غلبه کرد و به نیمه نهایی رسید. هادی در نیمه نهایی به مصاف جارگالسایخان از مغولستان رفت و این کشتی‌گیر را نیز شکست داد و به فینال رسید، هادی در دیدار فینال به مصاف لیانگ لی کشتی‌گیر با تجربه چینی رفت و این کشتی‌گیر چینی را در دو تایم با نتایج ۲–۰ و ۴–۰ شکست داد و به مدال طلا رسید.

### انتخابی المپیک ۲۰۱۲
پرویز هادی در روز ۱۱ فروردین سال ۱۳۹۱ در رقابت‌های انتخابی المپیک قزاقستان شرکت کرد، او در این مسابقات از آرتور تایمازوف قهرمان ازبکستانی جهان و المپیک شکست خورد و در نهایت به مقام سوم رسید و با توجه به این که نفرات اول و دوم این رقابت‌ها سهمیه المپیک را برای کشورشان کسب می‌کردند موفق به کسب سهمیه المپیک نشد.
پس از این قرار بود محمدرضا آذرشکیب به رقابت‌های انتخابی المپیک در چین اعزام شود اما به دلیل آسیب دیدگی آذرشکیب، هادی به این رقابت‌ها اعزام شد. بنابراین هادی در تاریخ ۸ اردیبهشت ۱۳۹۱ در رقابت‌های گزینشی المپیک در چین به میدان رفت و این بار با پیروزی برابر همه حریفان موفق شد سهمیه سنگین‌وزن کشتی آزاد ایران در المپیک تابستانی ۲۰۱۲ را کسب کند.
اما پرویز هادی در مسابقه انتخابی تیم ملی از کمیل قاسمی شکست خورد و شانس حضور در المپیک را از دست داد.
اعزام نشدن هادی به المپیک در ابتدا باعث افت روحی او شد اما رسول خادم سرمربی تیم ملی کشتی آزاد با او صحبت کرد و به او دلگرمی داد و هادی خود را از نظر روحی بازیابی کرد.

### کشتی قهرمانی آسیا ۲۰۱۳
پرویز هادی در اواخر فروردین ۱۳۹۲ برای دومین بار به عنوان نماینده سنگین‌وزن ایران در مسابقات کشتی قهرمانی آسیا شرکت کرد. او در اولین مسابقه لازارف از قرقیزستان را شکست داد و پس از آن آناکولف از تاجیکستان و نام کیونگ جینگ از کره جنوبی را شکست داد و به فینال رسید. هادی در دیدار فینال به مصاف جارگالسایخان از مغولستان رفت و با پیروزی بر این کشتی‌گیر برای دومین بار پیاپی قهرمان آسیا شد.

### بازی‌های آسیایی ۲۰۱۴
پرویز هادی در تاریخ ۷ مهر ۱۳۹۳ مطابق با ۲۹ سپتامبر ۲۰۱۴ در مسابقات کشتی آزاد سنگین‌وزن بازی‌های آسیایی اینچئون شرکت کرد. او در اولین مبارزه خود موفق شد ژی وی دنگ از چین را با نتیجه ۱۱ بر ۰ شکست بدهد. هادی در دومین کشتی و در مرحله یک چهارم نهایی به مصاف جارکال سای خان از مغولستان رفت و بر این کشتی‌گیر با نتیجه ۶ بر ۰ پیروز شد. هادی در مرحله نیمه نهایی کشتی‌گیری از کره جنوبی را ۹ بر ۱ شکست داد و در دیدار فینال به مصاف دولت شبان‌بای از قزاقستان رفت. پرویز هادی این کشتی‌گیر قزاقستانی را ۶–۱ شکست داد و قهرمان وزن ۱۲۵ کیلوگرم کشتی آزاد بازی‌های آسیایی شد. پرویز هادی با این قهرمانی دهمین مدال طلای ایران در بازی‌های آسیایی ۲۰۱۴ را کسب کرد.

### کسب عنوان پهلوان ایران
پرویز هادی در روز ۱۲ دی ۱۳۹۳ هجری خورشیدی در مسابقات کشتی پهلوانی ایران شرکت کرد و موفق شد به مسابقهٔ پایانی این رقابت‌ها صعود کند. هادی در مسابقهٔ پایانی با نتیجهٔ ۸ بر ۲، جابر صادق‌زاده از مازندران را شکست داد و به‌عنوان پهلوان ایران در سال ۱۳۹۳ شناخته شد.
حسن روحانی، رئیس‌جمهور ایران، در روز ۲۹ بهمن ۱۳۹۳ طی مراسمی بازوبند پهلوانی ایران را بر بازوی پرویز هادی بست.

### مسابقات کشتی قهرمانی جهان ۲۰۱۵
پرویز هادی در فینال مسابقات انتخابی تیم ملی برای اعزام به مسابقات کشتی قهرمانی جهان در خرداد ۱۳۹۴ به مصاف جعفر شمس رفت و در هر دو مسابقه پیروز شد. بنابراین هادی برای اولین بار به‌عنوان نماینده ایران در مسابقات کشتی قهرمانی جهان انتخاب شد.
هادی پیش از آغاز مسابقات قهرمانی جهان دچار مصدومیت پا شد اما در رقابت‌ها شرکت کرد، او در اولین دیدار باید به مصاف الکسی شیماروف از بلاروس می‌رفت اما الکسی شیماروف در مسابقه حاضر نشد و هادی به دور دوم صعود کرد. هادی در دور دوم به مصاف سسلان گاگولوف قهرمان سابق جوانان جهان از اسلواکی رفت، هادی در این دیدار موفق شد سسلان گاگولوف را با نتیجهٔ ۱۰ بر صفر شکست بدهد. پرویز هادی در دور سوم از بیلال ماخوف روسیه‌ای شکست خورد و حذف شد و به مقام نهم رسید.

### کشتی قهرمانی آسیا ۲۰۱۶
در سال ۲۰۱۶ پرویز هادی برای سومین بار به‌عنوان نمایندهٔ فوق سنگین ایران در مسابقات کشتی قهرمانی آسیا شرکت کرد، او در دور اول زولبو ناتساگسورون از مغولستان را با امتیاز عالی و نتیجهٔ ۱۰ بر صفر شکست داد. سپس در مرحلهٔ یک چهارم نهایی به مصاف زمان انور از پاکستان رفت و این کشتی‌گیر پاکستانی را نیز با نتیجهٔ ۱۰ بر صفر شکست داد. هادی در نیمه‌نهایی به مصاف کشتی‌گیری از کرهٔ جنوبی به نام کونجین نام رفت و ۱۲ بر ۶ پیروز شد و به فینال صعود کرد. حریف هادی در دیدار فینال دولت شبان‌بای قزاقستانی بود، هادی در دیدار فینال ۳ بر ۱ پیروز شد و برای سومین بار صاحب مدال طلای مسابقات کشتی قهرمانی آسیا شد.

### بازگشت و قهرمانی جام تختی ۲۰۱۸
پرویز هادی پس از حدود یک سال و نیم دوری از مسابقات مهم کشتی در بهمن ماه ۱۳۹۶ به مسابقات کشتی برگشت و در جام تختی ۲۰۱۸ که در شهر تبریز برگزار می‌شد با پیروزی مقابل حریفانی از جمله احمد میرزاپور و جعفر شمس ناتری، مدال طلا گرفت و برای چهارمین بار قهرمان جام تختی شد. در این مسابقات پرویز هادی به‌شدت از سوی تماشاگران تبریز تشویق می‌شد.

### بازی‌های آسیایی ۲۰۱۸
پرویز هادی که در دورهٔ گذشتهٔ بازی‌های آسیایی نیز به مدال طلا دست یافته بود، در دور نخست با نتیجه ۱۰ بر صفر سومیت مالیک از هند را مغلوب کرد. وی در دور بعد با نتیجهٔ ۱۰ بر صفر اولگ بولتین از قزاقستان را شکست داد و راهی مرحلهٔ نیمه‌نهایی شد. هادی در این مرحله نیز با نتیجهٔ ۱۱ بر ۸ از سد داویت مودزماناشویلی دارندهٔ مدال نقره المپیک، برنز جهان و قهرمان آسیا از ازبکستان گذشت و راهی دیدار فینال شد. هادی در دیدار پایانی به مصاف ژیوی دنگ از کشور چین رفت و در یک مبارزهٔ یک‌طرفه توانست با نتیجهٔ ۷ بر صفر به پیروزی برسد.

### مسابقات کشتی قهرمانی جهان ۲۰۱۸
پرویز هادی در مسابقات قهرمانی کشتی جهان ۲۰۱۸ قرعهٔ بسیار دشواری داشت. او در دور اول روبرت باران دارندهٔ مدال برنز اروپا از لهستان را با نتیجهٔ ۱۱ بر صفر شکست داد. وی در دور دوم مقابل ابراهیم سعیدف دارندهٔ مدال برنز المپیک از بلاروس با نتیجهٔ ۱۱ بر ۲ به پیروزی رسید و در مرحلهٔ یک چهارم نهایی نیز در یک کشتی حساب‌شده با نتیجهٔ ۳ بر ۲ از سد طاها آق‌گل قهرمان جهان و المپیک از کشور ترکیه گذشت و راهی مرحلهٔ نیمه‌نهایی شد. هادی در این مرحله در مقابل گنو پتریاشویلی قهرمان جهان و دارندهٔ مدال برنز المپیک از گرجستان با نتیجهٔ ۱۳ بر ۶ شکست خورد و راهی دیدار رده‌بندی شد. پرویز هادی در دیدار رده‌بندی با پیروزی ۱۱ بر ۲ مقابل آنزور خیزریف از روسیه به مدال برنز رسید؛ بنابراین هادی پس از سال‌ها حضور در سطح اول کشتی سرانجام در سی سالگی موفق به کسب مدال جهانی شد.
هادی با توجه به درخشش در بازی‌های آسیایی ۲۰۱۸ و مسابقات کشتی قهرمانی جهان ۲۰۱۸ با نظرسنجی فدراسیون کشتی ابران به‌عنوان برترین کشتی‌گیر آزادکار سال ۱۳۹۷ ایران انتخاب شد.

### قهرمانی آسیا ۲۰۲۰
در وزن ۱۲۵ کیلوگرم پرویز هادی در دور اول با نتیجهٔ ۱۴ بر ۴ عمر سارم از سوریه را مغلوب کرد. وی در دور بعد مقابل آیال لازاریف قهرمان آسیا از قرقیزستان با نتیجهٔ ۱۰ بر صفر پیروز شد و به مرحلهٔ نیمه‌نهایی راه یافت. هادی در این مرحله مقابل یوسوپ باتیرمیرزایف از قزاقستان با نتیجهٔ ۴ بر صفر ضربه فنی شد و به دیدار رده‌بندی رفت. هادی در این دیدار با نتیجهٔ ۱۰ بر صفر فرهاد آناکولوف از تاجیکستان را مغلوب کرد و به مدال برنز رسید.

## زندگی شخصی

### خانواده
پرویز هادی ۶ سال سن داشت که پدرش درگذشت. او پس از مرگ پدرش تحت پشتیبانی برادرانش قرار گرفت. برادر بزرگ‌تر او غلامحسین هادی در رشتهٔ کشتی فعال بود و پرویز هادی با تشویق او کشتی‌گیر شد. سامان هادی، برادر دیگر پرویز هادی نیز کشتی‌گیر است. رضا هادی برادر دیگر آن‌ها در سال ۱۳۹۴ مقام دوم مسابقات کشتی پهلوانی قهرمانی آسیا را کسب کرد.

### اعتقادات مذهبی
هادی مسلمان شیعه دوازده امامی است و در گفتگویی گفته‌است که همیشه به یاد خدا است. او از کودکی در هیئت مذهبی زینبیه باسمنج حضور داشته و ارادت خاصی به زینب دارد، به‌طوری‌که بر روی دوبندهٔ او در بیشتر مسابقات لفظ «یا زینب» درج شده‌است.

### سیاست
وی در خرداد سال ۱۴۰۰ در انتخابات شورای اسلامی شهر تبریز کاندیدا شد و در لیست نهایی ۱۳ نفره کاندیداهای شورای ائتلاف نیروهای انقلاب در تبریز قرار گرفت. او توانست با کسب بیش از ۲۰ هزار رأی به عنوان نفر هفتم راهی این شورا شود.
در سال ۱۴۰۳ او به دلایل سیاسی از طرف شورای شهر تبریز تحت فشار قرار گرفت. این امر باعث بی علاقگی او به امور سیاسی و وارد شدن به امور فرهنگی نظیر رسیدگی به مناطق محروم ایران شد. در نهایت فشارها باعث شد او به دلیل فساد در شورای شهر از سمت خود کناره گیری کند. 

### فعالیت فرهنگی
او از سال ۱۴۰۰ به شکل مستمر پیگیر مناطق محروم ایران و رسیدگی به این مناطق بوده است.  او بعد از انفجار بندرعباس به سرعت برای کمک رسانی در این منطقه حاضر شد و در کنار رسول خادم مشغول رسیدگی به مصیبت دیدگان این حادثه شد. 